# Ernesto Schargrodsky
Ernesto Schargrodsky (Catalinas Sur, La Boca, Ciudad de Buenos Aires, Argentina, 1967) es un economista argentino. 
Recibió su Doctorado en Economía de Harvard University en 1998. Previamente, había recibido los títulos de Maestría de Harvard University, del Programa de Posgrado en Economía del IDES, y de Licenciatura en Economía (Diploma de Honor) de la Universidad de Buenos Aires.  
Fue rector de la Universidad Torcuato Di Tella entre 2011 y 2019. Durante su gestión, la Universidad experimentó un notable crecimiento: el número de los estudiantes de grado se triplicó, el número de estudiantes de posgrado se duplicó, el porcentaje de alumnos becados se incrementó del 11% al 45%, el cuerpo de profesores investigadores aumentó significativamente y se desarrolló el nuevo Campus Di Tella.
Es profesor plenario de la Universidad Torcuato Di Tella, investigador independiente del CONICET, investigador afiliado de J-PAL, miembro titular de la Academia Nacional de Ciencias Económicas, y fellow de The Econometric Society. De 2020 a 2024, fue director de investigaciones socioeconómicas de CAF-Banco de Desarrollo de América Latina y el Caribe. 

## Publicaciones
Sus principales contribuciones se refieren a dos áreas de investigación.  
Por un lado, sus trabajos sobre el efecto del otorgamiento de títulos de propiedad de la tierra en áreas marginales, discutidos en The Economist, Time y The Wall Street Journal, encontraron fuertes efectos de la titulación sobre la inversión, las creencias promercado, el tamaño de los hogares y la educación de los niños. 
Por otro lado, sus estudios sobre Economía del Delito (Crime Economics) incluyen la identificación causal del impacto de la presencia policial sobre el crimen utilizando un ataque terrorista como experimento natural, la identificación de efectos benéficos sobre la reincidencia criminal de la utilización de sistemas de monitoreo electrónico de detenidos (discutido en The Economist) y la medición de secuelas negativas de la realización del servicio militar obligatorio sobre la probabilidad de participar luego en actividades delictivas. 
Sus estudios han sido publicados en American Economic Review, Journal of Political Economy, Quarterly Journal of Economics, American Economic Journal: Applied Economics, Journal of Law and Economics, Journal of Public Economics, Journal of Economic Behavior and Organization, Journal of Development Economics y American Economic Review: Insights, entre otros. 